# 뱅크 오브 아메리카 스타디움
뱅크 오브 아메리카 스타디움(Bank of America Stadium)는 미국 노스캐롤라이나주 샬럿에 위치한 다목적 경기장으로 NFL 캐롤라이나 팬서스와 MLS 샬럿 FC의 홈 경기장으로 사용되고 있다.

## 갤러리

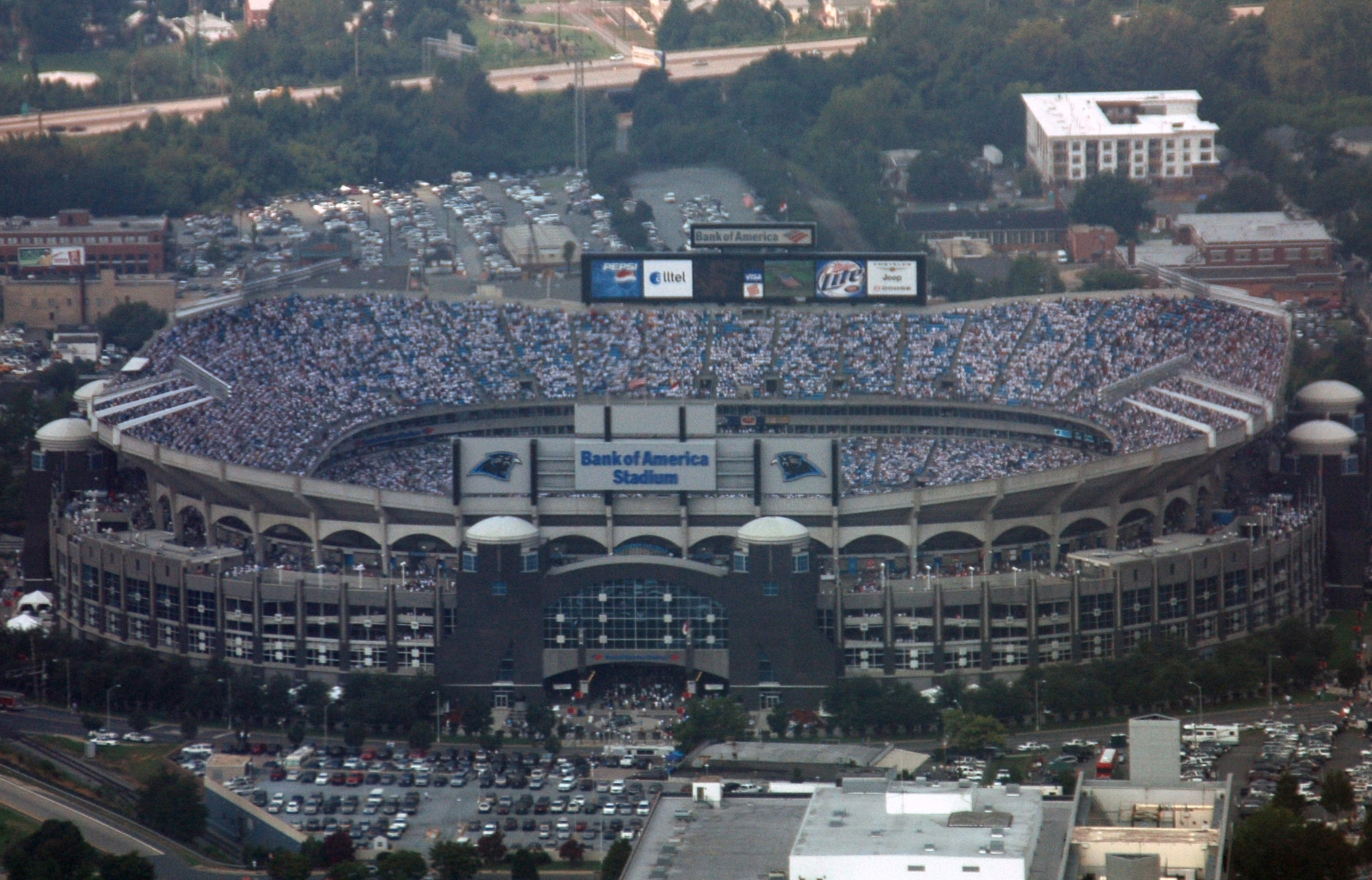
뱅크 오브 아메리카 스타디움 2008년
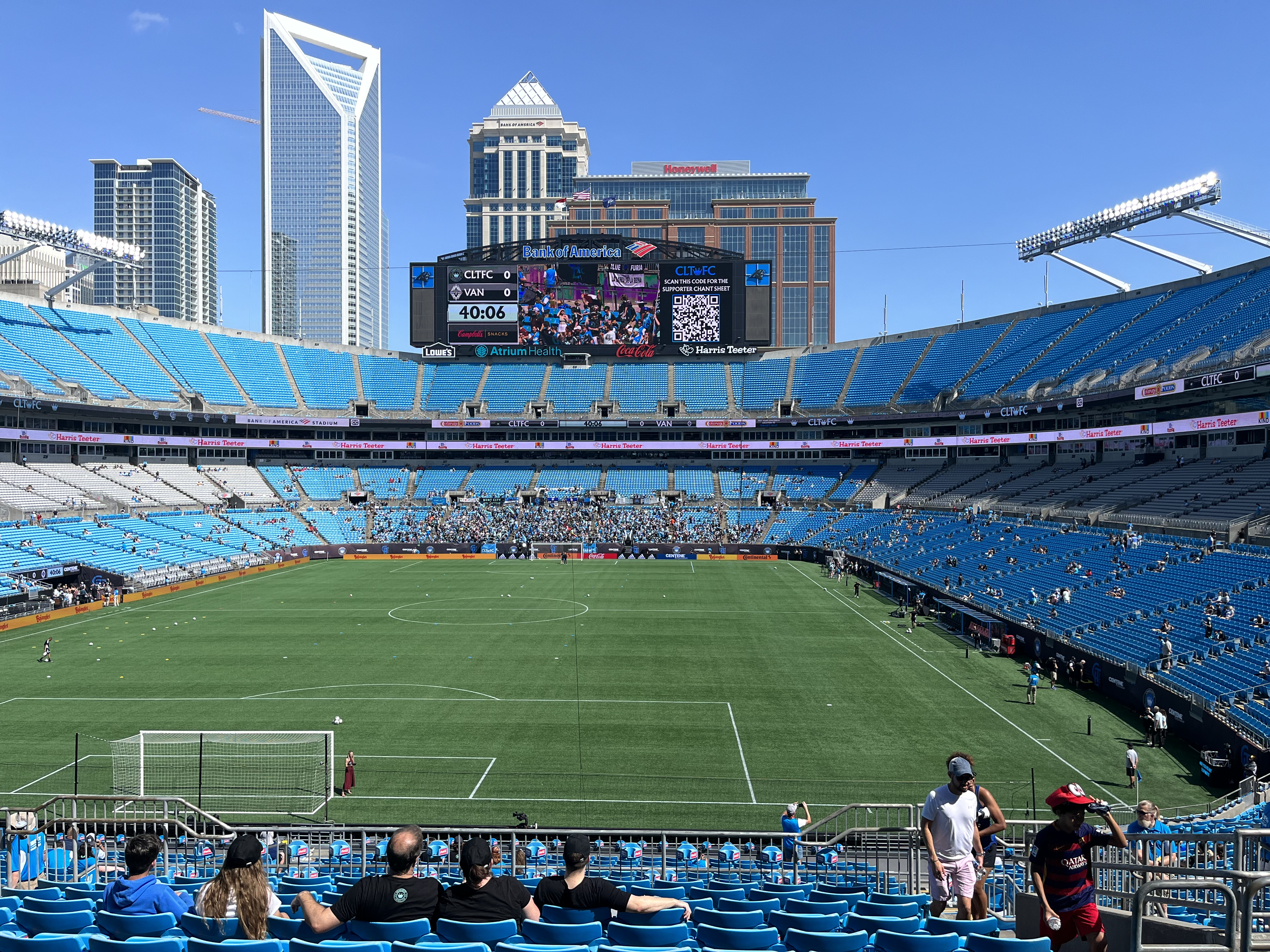
The stadium configured for a Charlotte FC match
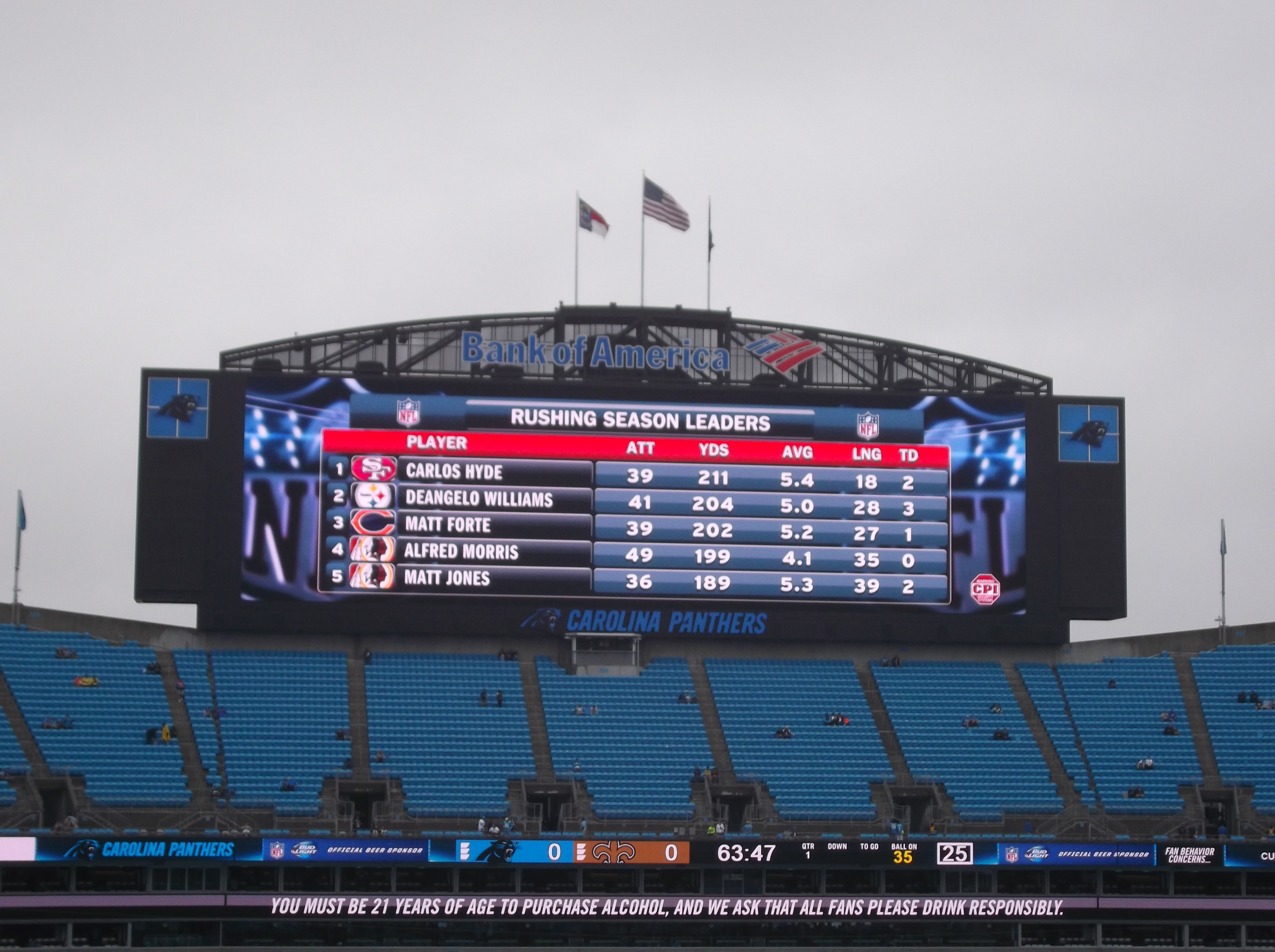
One of the video boards installed in 2014.
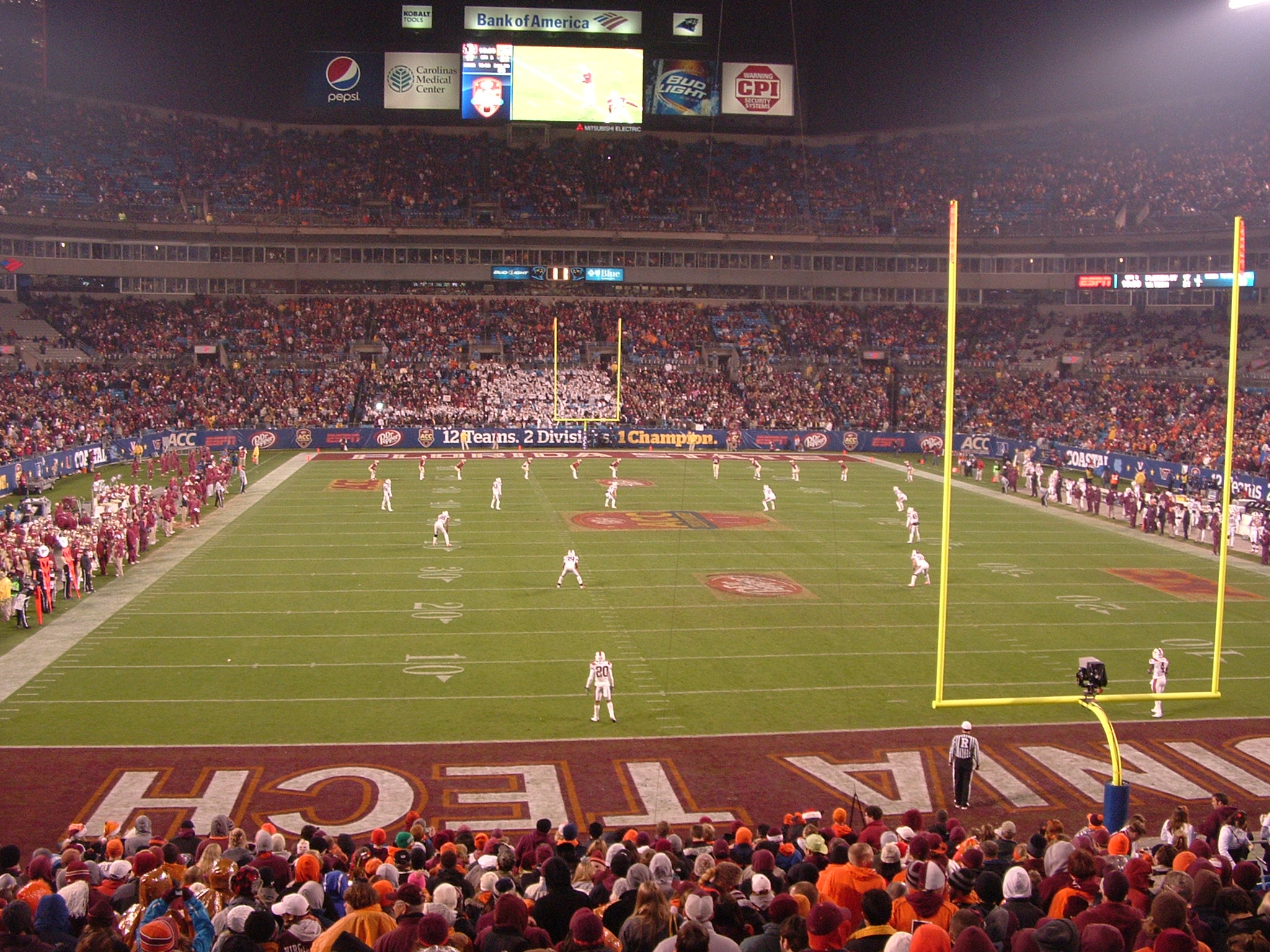
Kickoff to start the second half of the 2010 ACC Championship Game
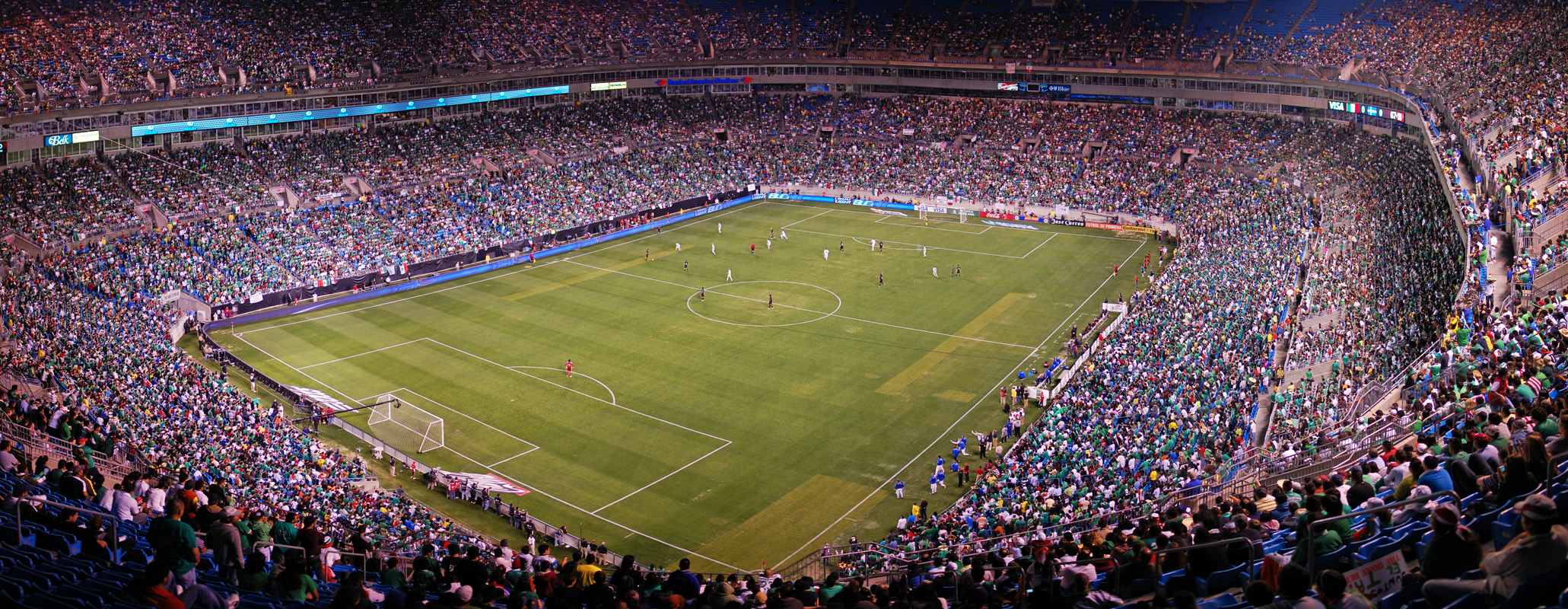
Mexico vs Iceland, 2010